# Baie d'Amatique
La baie d'Amatique, en espagnol Bahía de Amatique, en anglais Amatique Bay, est une baie de l'océan Atlantique située au fond du golfe du Honduras, entre les côtes du Belize au nord-ouest et celles du Guatemala au sud.
Son extrémité méridionale forme El Golfete. Au nord-est, la baie est séparée du reste du golfe du Honduras par le cap de Tres Puntas.